# Takeshi Okada
Takeshi Okada (岡田 武史 n. 25 august 1956, în Osaka, Japonia?) este un fost fotbalist și actual antrenor de fotbal japonez.

## Statistici carieră
|         |                   |                | Campionat | Campionat | Cupă    | Cupă   | Cupa Ligii | Cupa Ligii | Total   | Total  |
| Sezon   | Club              | Campionat      | Meciuri   | Goluri    | Meciuri | Goluri | Meciuri    | Goluri     | Meciuri | Goluri |
| ------- | ----------------- | -------------- | --------- | --------- | ------- | ------ | ---------- | ---------- | ------- | ------ |
| 1980    | Furukawa Electric | JSL Division 1 | 14        | 0         |         |        |            |            | 14      | 0      |
| 1981    | Furukawa Electric | JSL Division 1 | 17        | 0         |         |        |            |            | 17      | 0      |
| 1982    | Furukawa Electric | JSL Division 1 | 18        | 0         |         |        |            |            | 18      | 0      |
| 1983    | Furukawa Electric | JSL Division 1 | 15        | 1         |         |        |            |            | 15      | 1      |
| 1984    | Furukawa Electric | JSL Division 1 | 17        | 0         |         |        |            |            | 17      | 0      |
| 1985    | Furukawa Electric | JSL Division 1 | 22        | 4         |         |        |            |            | 22      | 4      |
| 1986–87 | Furukawa Electric | JSL Division 1 | 21        | 1         |         |        |            |            | 21      | 1      |
| 1987–88 | Furukawa Electric | JSL Division 1 | 22        | 1         |         |        |            |            | 22      | 1      |
| 1988–89 | Furukawa Electric | JSL Division 1 | 21        | 1         |         |        |            |            | 21      | 1      |
| 1989–90 | Furukawa Electric | JSL Division 1 | 22        | 1         |         |        | 2          | 0          | 24      | 1      |
| Total   | Total             | Total          | 189       | 9         | 0       | 0      | 2          | 0          | 191     | 10     |

## Internațional
| Japonia | Japonia | Japonia |
| An      | Meciuri | Goluri  |
| ------- | ------- | ------- |
| 1980    | 3       | 0       |
| 1981    | 5       | 0       |
| 1982    | 2       | 1       |
| 1983    | 7       | 0       |
| 1984    | 4       | 0       |
| 1985    | 3       | 0       |
| Total   | 24      | 1       |

## Palmares

### Jucător

#### Club
Furukawa Electric
- J. League Division 1 : 1986
- Liga Campionilor Asiei : 1986

### Antrenor

#### Team
- J. League Division 1 : 2003, 2004

### Individual
- J. League Division 1 — cel mai bun 11 : 1985-86
- Antrenorul anului în Japonia : 2003, 2004
- Antrenorul anului în Asia : 2010